# La Poterie-Mathieu
La Poterie-Mathieu est une commune française située dans le département de l'Eure, en région Normandie.

## Géographie

### Localisation
La Poterie-Mathieu est une commune du Lieuvin, dans le Nord-Ouest du département de l'Eure.
|          | Saint-Siméon, La Noë-Poulain | Saint-Étienne-l'Allier  |
| Épaignes | La Poterie-Mathieu           | Saint-Étienne-l'Allier  |
|          | Lieurey                      | Saint-Georges-du-Vièvre |

### Hydrographie
La commune est située dans le bassin Seine-Normandie. Elle est drainée par la Véronne et le fossé 04 de la commune de Saint-Etienne-l'Allier,,.
La Véronne, d'une longueur de 14 km, prend sa source dans la commune  et se jette  dans la Risle à Pont-Audemer, après avoir traversé six communes.

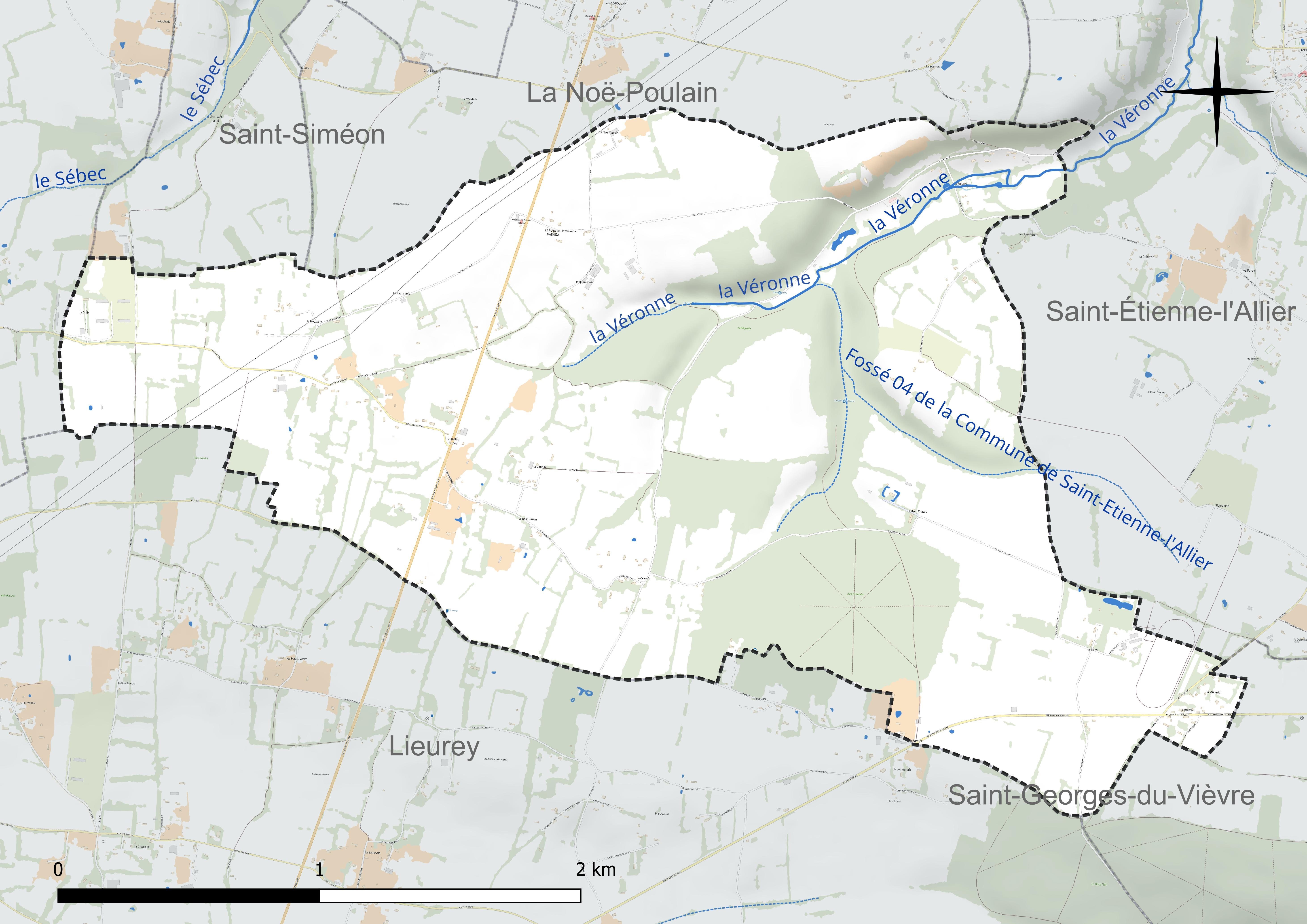
Réseau hydrographique de la Poterie-Mathieu.

### Climat
Pour des articles plus généraux, voir Climat de la Normandie et Climat de l'Eure.
En 2010, le climat de la commune est de type climat océanique altéré, selon une étude du CNRS s'appuyant sur une série de données couvrant la période 1971-2000. En 2020, Météo-France publie une typologie des climats de la France métropolitaine dans laquelle la commune est exposée à un climat océanique et est dans la région climatique  Côtes de la Manche orientale, caractérisée par un faible ensoleillement (1 550 h/an) ; forte humidité de l’air (plus de 20 h/jour avec humidité relative > 80 % en hiver), vents forts fréquents. Parallèlement le GIEC normand, un groupe régional d’experts sur le climat, différencie quant à lui, dans une étude de 2020, trois grands types de climats pour la région Normandie, nuancés à une échelle plus fine par les facteurs géographiques locaux. La commune est, selon ce zonage, exposée à un « climat contrasté des collines », correspondant au Pays d’Auge, Lieuvin et Roumois, moins directement soumis aux flux océaniques et connaissant toutefois des précipitations assez marquées en raison des reliefs collinaires qui favorisent leur formation.
Pour la période 1971-2000, la température annuelle moyenne est de 10,1 °C, avec  une amplitude thermique annuelle de 13,4 °C. Le cumul annuel moyen de précipitations est de 863 mm, avec 12,8 jours de précipitations en janvier et 8,9 jours en juillet. Pour la période 1991-2020, la température moyenne annuelle observée sur la station météorologique la plus proche, située sur la commune de Lieurey à 3 km à vol d'oiseau, est de 11,3 °C et le cumul annuel moyen de précipitations est de 893,1 mm,. Pour l'avenir, les paramètres climatiques de la commune estimés pour 2050 selon différents scénarios d’émission de gaz à effet de serre sont consultables sur un site dédié publié par Météo-France en novembre 2022.

## Urbanisme

### Typologie
Au 1er janvier 2024, La Poterie-Mathieu est catégorisée commune rurale à habitat très dispersé, selon la nouvelle grille communale de densité à 7 niveaux définie par l'Insee en 2022.
Elle est située hors unité urbaine. Par ailleurs la commune fait partie de l'aire d'attraction de Pont-Audemer, dont elle est une commune de la couronne,. Cette aire, qui regroupe 34 communes, est catégorisée dans les aires de moins de 50 000 habitants,.

### Occupation des sols
L'occupation des sols de la commune, telle qu'elle ressort de la base de données européenne d’occupation biophysique des sols Corine Land Cover (CLC), est marquée par l'importance des territoires agricoles (83,5 % en 2018), une proportion identique à celle de 1990 (83,5 %). La répartition détaillée en 2018 est la suivante : 
prairies (64,4 %), forêts (16,5 %), terres arables (16,1 %), zones agricoles hétérogènes (3 %). L'évolution de l’occupation des sols de la commune et de ses infrastructures peut être observée sur les différentes représentations cartographiques du territoire : la carte de Cassini (XVIIIe siècle), la carte d'état-major (1820-1866) et les cartes ou photos aériennes de l'IGN pour la période actuelle (1950 à aujourd'hui).

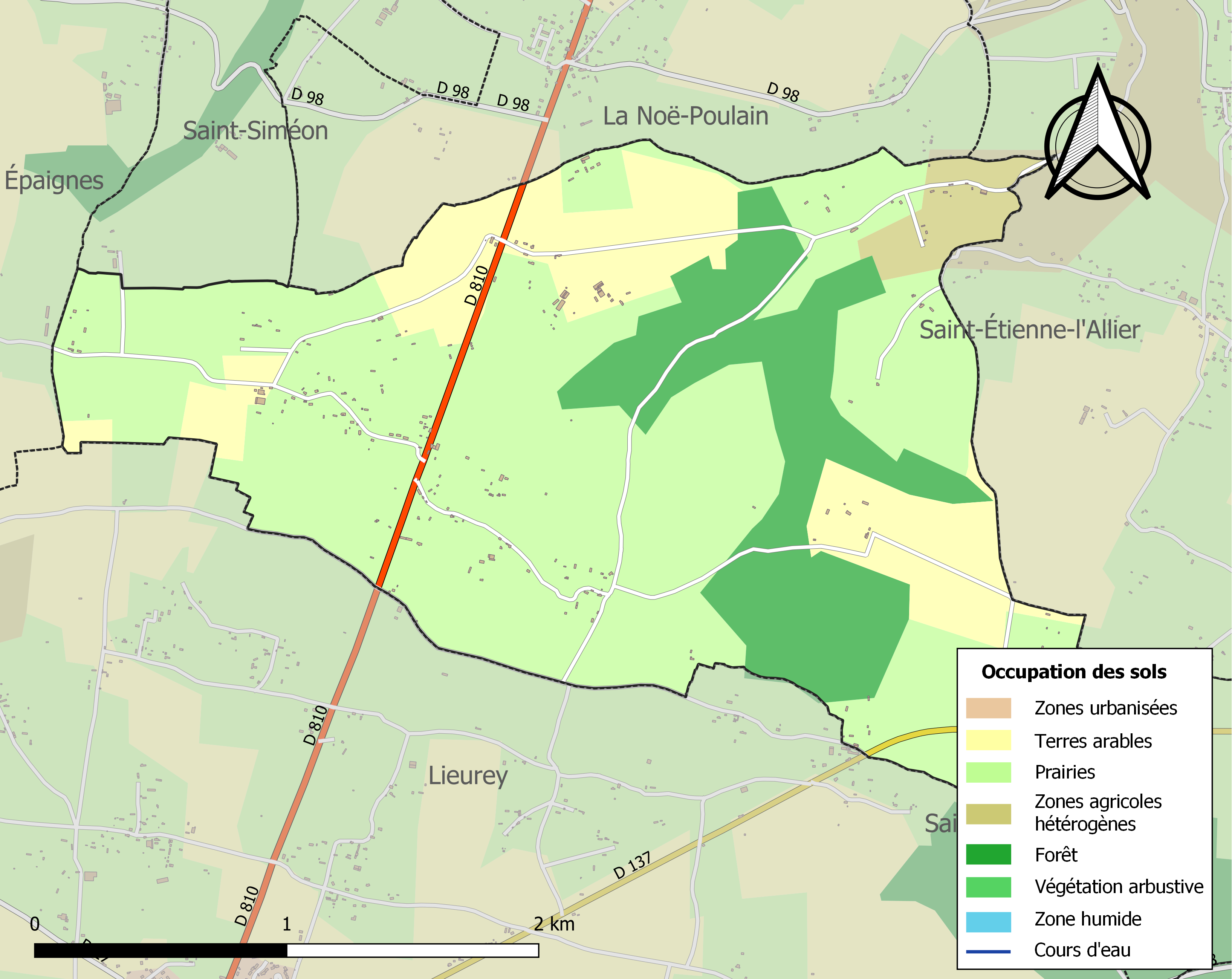
Carte des infrastructures et de l'occupation des sols de la commune en 2018 (CLC).

## Toponymie
Le nom de la localité est attesté sous les formes Poteria en 1198, et La Poterie Mathieu en 1376 (terrier du fief), La Potherie en 1828 (L. Dubois).
De l'oïl poterie « établissement où l'on fabrique la poterie ».
Mathieu : le nom est emprunté‚ à un certain Mathieu de la poterie (Matheus de poteria) cité en 1142, ou à l'un de ses successeurs homonymes, mentionnés jusqu'en 1278 par Le Prévost.

## Histoire
Doit son nom à sa richesse en argile potière.Un dépôt d'argile plastique, qui était exploité autrefois pour faire des vases en terre, a été l'occasion du nom de cette localité.
Sous la période normande, la terre (libre de redevance) de la Poterie fut possédée par des seigneurs dont le nom fut ajouté à celui de la localité, et on dit depuis cette époque, la Poterie-Mathieu.
Au Moyen Âge, le lieu était très animé : le plan terrier de 1376 montre l’existence d'une motte féodale à côté de l'église, d'un petit et d'un grand moulin, d'un vivier ainsi que de deux jardins entre le vivier et l'église.
Sur le plan napoléonien, la motte présente encore quelques murs (en 1920-1925 s’élevait encore une porte).
L'agriculture s'est modernisée sur le plateau et a presque disparu dans la vallée. L'artisanat s'est éteint progressivement au XIXe siècle sous l'effet de l'industrialisation de la Vallée de la Risle toute proche, les artisans et petits paysans partant s'embaucher dans les usines.

## Politique et administration

### Liste des maires
| Période                                  | Période  | Identité      | Étiquette | Qualité         |
| ---------------------------------------- | -------- | ------------- | --------- | --------------- |
| mars 2001                                | 2014     | Patrick Neil  |           |                 |
| mars 2014                                | En cours | Gilles Sébire | DVD       | Agent technique |
| Les données manquantes sont à compléter. |          |               |           |                 |

### Jumelage
Les quatorze communes de l’ancien canton de Saint-Georges-du-Vièvre sont jumelées avec :
- Slimbridge (Royaume-Uni)

## Démographie
L'évolution du nombre d'habitants est connue à travers les recensements de la population effectués dans la commune depuis 1793. Pour les communes de moins de 10 000 habitants, une enquête de recensement portant sur toute la population est réalisée tous les cinq ans, les populations de référence des années intermédiaires étant quant à elles estimées par interpolation ou extrapolation. Pour la commune, le premier recensement exhaustif entrant dans le cadre du nouveau dispositif a été réalisé en 2008.

En 2022, la commune comptait 166 habitants, en évolution de −3,49 % par rapport à 2016 (Eure : −0,25 %, France hors Mayotte : +2,11 %).
| 1793 | 1800 | 1806 | 1821 | 1831 | 1836 | 1841 | 1846 | 1851 |
| ---- | ---- | ---- | ---- | ---- | ---- | ---- | ---- | ---- |
| 835  | 855  | 791  | 740  | 748  | 764  | 509  | 513  | 482  |

| 1856 | 1861 | 1866 | 1872 | 1876 | 1881 | 1886 | 1891 | 1896 |
| ---- | ---- | ---- | ---- | ---- | ---- | ---- | ---- | ---- |
| 473  | 442  | 420  | 376  | 365  | 320  | 298  | 300  | 265  |

| 1901 | 1906 | 1911 | 1921 | 1926 | 1931 | 1936 | 1946 | 1954 |
| ---- | ---- | ---- | ---- | ---- | ---- | ---- | ---- | ---- |
| 239  | 222  | 180  | 180  | 184  | 162  | 192  | 179  | 168  |

| 1962 | 1968 | 1975 | 1982 | 1990 | 1999 | 2006 | 2008 | 2013 |
| ---- | ---- | ---- | ---- | ---- | ---- | ---- | ---- | ---- |
| 175  | 124  | 150  | 149  | 126  | 132  | 137  | 139  | 172  |

| 2018 | 2022 | - | - | - | - | - | - | - |
| ---- | ---- | - | - | - | - | - | - | - |
| 165  | 166  | - | - | - | - | - | - | - |

## Culture locale et patrimoine

### Lieux et monuments

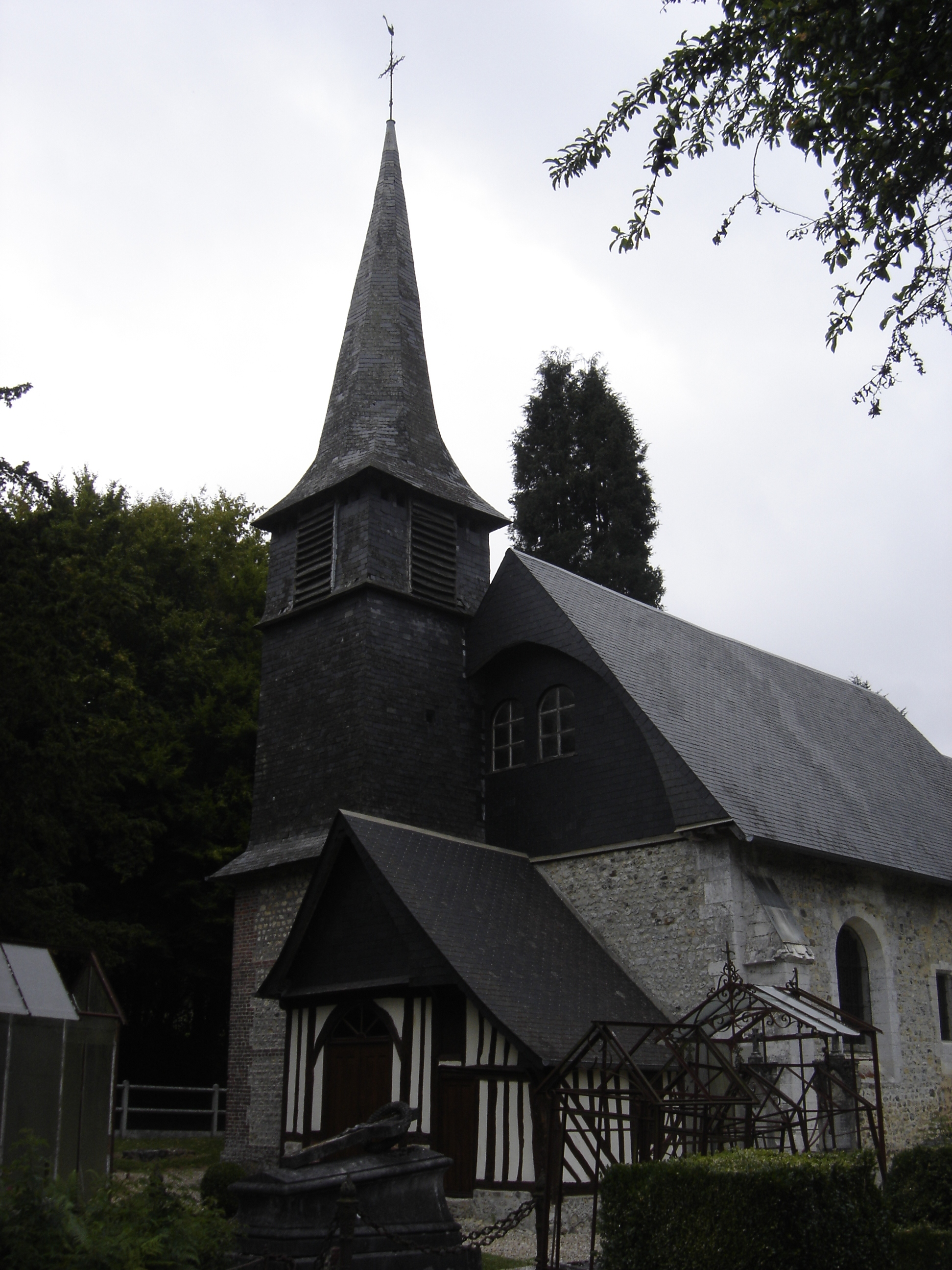
L'église Saint-Pierre.

La Poterie-Mathieu compte plusieurs monuments inscrits à l'inventaire général du patrimoine culturel :
- l'église Saint-Pierre (XIIIe et XIXe)[26] ;
- la mairie, école (XIXe) au lieu-dit la Morinière[27] ;
- trois manoirs : un du XVIIIe siècle[28] et deux du XVIe siècle[29],[30] ;
- une ferme du XVIIIe siècle au lieu-dit le Tilleul[31].

### Héraldique
| Blason de La Poterie-Mathieu | Blason  | De gueules à la bande d'or.                      |
| Blason de La Poterie-Mathieu | Détails | Le statut officiel du blason reste à déterminer. |

### Patrimoine naturel

#### ZNIEFF de type 1
- Le bois du Ramier[32].
- Les prairies de la Véronne amont[33].

#### ZNIEFF de type 2
- La vallée de la Risle de Brionne à Pont-Audemer, la forêt de Montfort[34].